# Перельштейн, Рафаил Яковлевич
Рафаил Яковлевич Перельштейн (тадж. Рафаил Яковлевич Перелштейн, 19 августа 1909, Умань — 9 марта 1978) — советский кинорежиссёр.

## Биография
Окончил ВГИК (1936, режиссёрский факультет, ученик Сергея Эйзенштейна). Работал с киностудиями «Межрабпомфильм», «Союздетфильм», Киевской киностудией,
Туркменфильмом, Таджикфильмом. В 1957 году снял первый в Таджикистане цветной художественный фильм «Я встретил девушку». Заслуженный деятель искусств Таджикской ССР (1961)..
Дочь — Эмма Перельштейн, была сотрудником-архивистом Государственного центрального музея кино на Красной Пресне.
Умер в 1978 году. Урна с прахом захоронена в колумбарии на Николо-Архангельском кладбище.

## Фильмография

### Режиссёрские работы
- 1941 — Боевой киносборник №7 (новелла, совместно с Леонидом Альцевым)[3]
- 1954 — Сын пастуха
- 1956 — Хитрость старого Ашира
- 1957 — Я встретил девушку[4][5]
- 1959 — Человек меняет кожу

### Прочее
- 1942 — Как закалялась сталь (ассистент режиссёра Марка Донского)
- 1943 — Радуга (ассистент режиссёра Марка Донского)

## Награды
- Медаль «За трудовое отличие» (24 апреля 1957 года) — за выдающиеся заслуги в развитии таджикского искусства и литературы и в связи с декадой таджикского искусства и литературы в городе Москве[6].